# Tour della nazionale maschile di rugby a 15 della Nuova Zelanda 1980
Nel 1980, gli All Blacks della nazionale neozelandese di Rugby Union, si recano in tour in Australia e nelle isole Figi. Con i Wallabies conquistano una vittoria, ma ne perdono altre due lasciando agli avversari il possesso della Bledisloe Cup. Ad ottobre partono per un secondo tour in Nord America e Galles.

## Tour in Australia e Figi

### Bilancio (tra parentesi i test ufficiali)
- Giocate: 16 (3)
- Vinte: 12 (1)
- Pareggiate: 1 (0)
- Perse: 3 (2)
- Punti fatti 507 (31)
- Punti subiti 126 (48)

### Risultati
| Sydney 31 maggio 1980 | Sydney | 13 – 13 | Nuova Zelanda XV | Sports Ground |

| Adelaide 4 giugno 1980 | Sud Australia | 3 – 75 | Nuova Zelanda XV | Norwood Oval |

| Melbourne 7 giugno 1980 | Victoria | 6 – 45 | Nuova Zelanda XV | Olympic Park |

| Hobart 11 giugno 1980 | Tasmanian Invitation XV | 0 – 73 | Nuova Zelanda XV | Queensborough Oval |

| Sydney 14 giugno 1980 | New South Wales | 4 – 12 | Nuova Zelanda XV | Sports Ground |

| Newcastle (Australia) 16 giugno 1980 | NSW Country | 3 – 34 | Nuova Zelanda XV | Sports Ground |

| Sydney 21 giugno 1980 | Australia | 13 – 9 | Nuova Zelanda | Cricket Ground |

| Townsville 24 giugno 1980 | Queensland Country | 6 – 63 | Nuova Zelanda XV | Hugh Street Reserve |

| Brisbane 28 giugno 1980 | Australia | 9 – 12 | Nuova Zelanda | Ballymore |

| Brisbane 2 luglio 1980 | Australia Universitaria | 3 – 33 | Nuova Zelanda XV | Ballymore |

| Brisbane 6 luglio 1980 | Queensland | 9 – 3 | Nuova Zelanda XV | Ballymore |

| Canberra 8 luglio 1980 | A.C.T. | 15 – 48 | Nuova Zelanda XV | Manuka Oval |

| Sydney 12 luglio 1980 | Australia | 26 – 10 | Nuova Zelanda | Cricket Ground |

| Lautoka 16 luglio 1980 | Nadroga | 6 – 14 | Nuova Zelanda XV | Churchill Park |

| Suva 19 luglio 1980 | Suva | 4 – 33 | Nuova Zelanda XV |  |

| Suva 23 luglio 1980 | Figi | 6 – 30 | Nuova Zelanda XV |  |

## Tour in Nordamerica e Galles

### Bilancio (tra parentesi i match ufficiali)
- Giocate 6 (1)
- Vinte 6 (1)
- Punti Fatti 197 (23)
- Punti Subiti 91 (3)

### Risultati
| San Diego 8 ottobre 1980 | Stati Uniti | 6 – 53 | Nuova Zelanda XV | Chargers' Stadium |

| Vancouver 11 ottobre 1980 | Canada | 10 – 43 | Nuova Zelanda XV | Swangara Stadium |

| Cardiff 18 ottobre 1980 | Cardiff RFC | 9 – 16 | Nuova Zelanda XV | Arms Park |

| Llanelli 21 ottobre 1980 | Llanelli RFC | 10 – 16 | Nuova Zelanda XV | Stradey Park |

| Swansea 25 ottobre 1980 | Swansea RFC | 0 – 32 | Nuova Zelanda XV | St Helens Ground |

| Newport 28 ottobre 1980 | Newport RFC | 3 – 14 | Nuova Zelanda XV | Rodney Parade |

| Cardiff 1º novembre 1980 | Galles | 3 – 23 | Nuova Zelanda | Arms Park |